# Perimeceta leucosticta
Perimeceta leucosticta là một loài bướm đêm trong họ Crambidae.